# South Albury
South Albury är en del av en befolkad plats i Australien. Den ligger i kommunen Albury Municipality och delstaten New South Wales, i den sydöstra delen av landet, omkring 460 kilometer sydväst om delstatshuvudstaden Sydney.
Närmaste större samhälle är Albury, nära South Albury. 
Trakten runt South Albury består till största delen av jordbruksmark. Runt South Albury är det ganska tätbefolkat, med 80 invånare per kvadratkilometer. Genomsnittlig årsnederbörd är 1 200 millimeter. Den regnigaste månaden är juli, med i genomsnitt 153 mm nederbörd, och den torraste är november, med 53 mm nederbörd.